# Cautionary Tales for Children
Cautionary Tales for Children: Designed for the Admonition of Children between the ages of eight and fourteen years (Storie di avvertimento per bambini: Pensate per l'ammonizione di bambini di età compresa tra otto e quattordici anni) è una raccolta di poesie dello scrittore britannico Hilaire Belloc nel 1907. Si può definire una sorta di parodia del più noto Pierino Porcospino del tedesco Heinrich Hoffmann. Divenuto molto popolare nei Paesi anglosassoni, specialmente negli Stati Uniti, in Italia è rimasto praticamente sconosciuto.

## Struttura
L'opera è composta da 12 poemi scritti in distici.
- "Introduction: Upon being asked by a Reader whether the verses contained in this book were true." :L'Introduzione dell'opera, che avverte il lettore che le storie che andrà a leggere sono tutte vere.
- "Jim: Who ran away from his Nurse, and was eaten by a Lion.": Un ragazzino, Jim, durante una gita allo zoo sfugge alla mano della sua tata e viene divorato da un leone scappato dalla sua gabbia
- "Henry King: Who chewed bits of string, and was early cut off in Dreadful agonies." :Dopo aver ingerito dei pezzi di corda, il piccolo Henry King si sente male e dopo un'agonia durata giorni, muore.
- "Matilda: Who told Lies, and was Burned to Death.": Matilda si diverte a dare falsi allarmi ai pompieri. Quando però la sua casa è distrutta da un incendio, i pompieri pensano sia un altro scherzo della ragazzina e non intervengono.
- "Franklin Hyde: Who caroused in the Dirt and was corrected by His Uncle.": Un ragazzino viene massacrato di botte dallo zio dopo che questi lo ha sorpreso a giocare in una pozza di fango.
- "Godolphin Horne: Who was cursed with the Sin of Pride, and, Became a Boot-black.": Un ragazzino ricco e sicuro di sé scende tutti i gradi della nobiltà inglese fino a diventare un calzolaio.
- "Algernon: Who played with a Loaded Gun, and, on missing his Sister, was reprimanded by his Father.": Un bambino, dopo aver visto una pistola carica appartenente al padre, la usa sulla sua sorellina per gioco. La carica ma, fortunatamente, la manca. Il rumore dello sparo giunge alle orecchie del padre, che rimprovera duramente il figlio.
- "Hildebrand: Who was frightened by a Passing Motor, and was brought to reason.": Un ragazzino si spaventa dopo aver sentito il rombo di un motore (novità assoluta all'epoca), ma i genitori, dopo avergli detto cosa penserebbero gli antenati valorosi per essersi spaventato così, decidono di andare in città a comprare una macchina per fargli capire che è tutto a posto.
- "Lord Lundy: Who was too Freely Moved to Tears, and thereby ruined his Political Career.": Un lord dalla lacrima facile subisce una serie di declassamenti per la sua estrema sensibilità fino ad essere "esiliato" nella provincia di New South Wales, in Australia.
- "Rebecca: Who Slammed Doors For Fun And Perished Miserably.": Una ragazzina che ha il vizio di chiudere le porte in modo rumoroso muore a causa di una lastra di marmo che era situata sopra una di queste porte.
- "George: Who played with a Dangerous Toy, and suffered a Catastrophe of considerable Dimensions.": Un ragazzino dopo essere stato bravo riceve in premio un grosso palloncino. Ma quando questo esplode a contatto con una candela della casa, si crea un incendio che divora metà della casa.
- "Charles Augustus Fortescue: Who Always Did what was Right, and so Accumulated an Immense Fortune.": Un ragazzino di buon cuore si comporta sempre bene con tutto e tutti. La sua bontà d'animo e la determinazione gli faranno accumulare una considerevole fortuna che lo farà vivere per sempre felice e contento.

## Influenze
- Syd Barrett dei Pink Floyd prese ispirazione da quest'opera per la canzone Matilda Mother contenuta nell'album The Piper at the Gates of Dawn del 1967.

| Controllo di autorità | VIAF (EN) 183467066 |